# Bạch Vân quốc ngữ thi tập
Bạch Vân quốc ngữ thi tập (Hán Nôm: 白雲國語詩集) là tên gọi phổ biến nhất được dùng để đặt cho tuyển tập thơ viết bằng chữ Nôm của Trình quốc công (程國公) Nguyễn Bỉnh Khiêm (阮秉謙), là một nhà thơ lớn đồng thời là một chính khách nhiều ảnh hưởng sống thời Lê-Mạc phân tranh (cũng được gọi là thời kỳ Nam-Bắc triều) của lịch sử Việt Nam thế kỷ 16. Tên chữ “Bạch Vân” có nguồn gốc từ tên hiệu của Nguyễn Bỉnh Khiêm (tên huý của ông là Nguyễn Văn Đạt), “Bạch Vân am cư sĩ” (白雲庵居士). Tác phẩm được đánh giá là một sự kế thừa và tiếp nối xứng đáng tuyển tập thơ Nôm “Quốc âm thi tập” của Nguyễn Trãi ở nửa đầu thế kỷ 15, đồng thời đánh dấu một bước phát triển mới trên hành trình hoàn thiện mình của văn học viết Việt Nam. Hai tuyển tập thơ “Bạch Vân quốc ngữ thi tập” (chữ Nôm) và “Bạch Vân am thi tập” (chữ Hán) của ông được coi là một thành tựu lớn của thơ văn trung đại Việt Nam, mở đầu cho một dòng thơ văn giàu tính triết lý, tư duy lý trí - thế sự, bước đầu chạm chân vào hiện thực, đã mô tả xã hội dưới góc nhìn đời tư và đời thường, và là một cống hiến lớn của văn học thời Mạc đối với tiến trình phát triển và hoàn thiện của văn học dân tộc.

## Văn bản lưu trữ
Hiện nay các tài liệu văn bản thơ văn của Nguyễn Bỉnh Khiêm được lưu giữ ở nhiều nơi, bao gồm những văn bản hiện đang lưu giữ tại Viện Nghiên cứu Hán Nôm và Thư viện Quốc gia Việt Nam.
Trần Văn Giáp (1902-1973), trong “Tìm hiểu kho sách Hán Nôm” nhận xét về thơ, văn của Nguyễn Bỉnh Khiêm như sau: “Về thơ của Nguyễn Bỉnh Khiêm thì thơ chữ Hán được tập hợp trong Bạch Vân Am thi tập, và thơ chữ Nôm được tập hợp trong Bạch Vân quốc ngữ thi. Không thấy bản in tập thơ chữ Nôm, có lẽ đương thời cũng như về sau thơ Nôm của Nguyễn Bỉnh Khiêm chưa từng được khắc ván in. Vì vậy, rải rác trong nhiều tập sao chép thấy có thơ Nôm của Nguyễn Bỉnh Khiêm, nhưng số bài nhiều ít không giống nhau, tam sao thất bản, lẫn lộn thơ người nọ với thơ người kia cũng nhiều.”

## Nhận xét:
GS. Vũ Khiêu trong bài viết “Kỷ niệm 400 năm ngày mất của Nguyễn Bỉnh Khiêm: Những vấn đề khoa học trong nghiên cứu Nguyễn Bỉnh Khiêm” (1985) đã có những đánh giá mang tính tổng kết về những đóng góp quan trọng của Nguyễn Bỉnh Khiêm trong dòng chảy của lịch sử thơ văn Việt Nam: “...Trước hết, phải thấy rằng suốt bao nhiêu thế kỷ học chữ Hán và làm thơ bằng chữ Hán, các nhà trí thức Việt Nam trước những khó khăn về ngôn từ và thể loại đã lẩn tránh việc cố gắng làm thơ bằng tiếng mẹ đẻ. Trước sự sáng tạo của Nguyễn Thuyên, sự quan tâm đặc biệt của Nguyễn Trãi, thành quả bước đầu của Lê Thánh Tông và nhóm Tao Đàn, Nguyễn Bỉnh Khiêm đã suốt cuộc đời dành bao tâm huyết để làm thơ bằng tiếng Việt. Không chỉ nói với đồng bào mình những điều muốn nói. Ông cũng như Nguyễn Trãi đã đem hết nhiệt tình xây dựng nền văn học dân tộc mà lòng yêu nước và óc tự cường đã hằng ngày thôi thúc các ông. Với một di sản lớn lao mà ông để lại, thơ Nôm của ông đã đánh dấu một chặng đường quang vinh trong lịch sử văn học Việt Nam. Thơ văn ông vừa mang những nét mộc mạc và rắn chắc của thơ Nguyễn Trãi, vừa tiếp thu truyền thống trau chuốt và nhuần nhuyễn của thơ Lê Thánh Tông và nhóm Tao Đàn. Thơ của ông chính là sự chuẩn bị cần thiết cho sự phát triển rực rỡ của thơ Nôm thế kỷ XVIII. Có lẽ đầy lòng tự hào về tinh hoa và tiềm năng của dân tộc trong thơ ca dân gian Việt Nam mà ông đã đưa vào tràn ngập trong thơ ông những lời đẹp nhất của ca dao, tục ngữ. Thơ của ông hướng vào cuộc sống hằng ngày của nhân dân mà ông gần gũi và yêu quý. Có lẽ vì thế mà thơ Nôm của ông ít những lời sáo rỗng về phong, hoa, tuyết, nguyệt, mà lại đi vào lòng người với những nét rất thân thương của những đồ đạc, những rau cỏ, những chim muông gặp gỡ hằng ngày... Phải chăng vì gần gũi với đời sống như thế, ông đã thuộc tên từ cụ già đến trẻ em, đi vào niềm vui và nỗi lo của từng người, và từ đó đưa vào thơ một tính nhân dân sâu sắc... Di sản văn học của Nguyễn Bỉnh Khiêm là tấm gương soi của xã hội ông, của cuộc đời ông.”
GS. Nguyễn Huệ Chi (Bước đầu suy nghĩ về văn học thời Mạc) đã khái quát: “Thơ Nôm ông có mặt không thể sánh với thơ Nôm Nguyễn Trãi, lại có mặt đánh dấu một chặng phát triển mới so với thơ Nguyễn Trãi... Một trong những đặc điểm nổi bật của văn học thời Mạc là thời đại này đã bước đầu xây dựng nên hình tượng con người tự do. Ở thời đại Lê sơ vì lực hút của triều đình phong kiến, Nho giáo độc tôn mạnh, nên gần như hút về tâm là quỹ đạo chủ đạo. Đến một Nguyễn Trãi vĩ đại là thế mà khi bị ruồng rẫy về Côn Sơn bao giờ lòng cũng đau đáu nghĩ đến vương triều, hễ được vời ra thì ra lại ngay. Đến thế kỷ XVIII lại có một hiện tượng ngược lại là người ta bỏ chạy khỏi triều đình, bỏ chạy để về sống ẩn, chỉ có mình với mình. Đây là thời đại ly tâm. Vào thời đại Mạc thế kỷ XVI thì khác, người ta không bị hút về tâm nữa nhưng cũng không hẳn ly tâm, nhờ đó tạo nên chính sự tự chủ cho người thức giả. Mình muốn ra thì ra, muốn về thì về, biểu trưng rõ nhất là Nguyễn Bỉnh Khiêm. Nguyễn Bỉnh Khiêm ra thi với Mạc rồi sau 7 năm, thấy cần phải xuất thế ông bèn chủ động rút lui, bấy giờ Mạc vẫn chưa suy thoái. Về một thời gian ông lại ra giúp. Chính phong thái ung dung chủ động kia đã tạo nên tiếng nói tự do, tự tại trong thơ Nguyễn Bỉnh Khiêm và thơ văn của rất nhiều người như Nguyễn Hãng, Nguyễn Dữ… Dòng mạch tư duy tự do tự tại quy tụ nên hình tượng con người không bị lệ thuộc trăm phần trăm vào quyền lực nữa mà ít hay nhiều đã là con người giải thoát. Cần phải thừa nhận rằng trong cái nhàn của Nguyễn Bỉnh Khiêm có một phương diện gọi là tự tại. Nhàn ở đây không là ẩn, chưa phải xã hội thối nát đến mức mình không thể chấp nhận nổi mà trở về chăm nom vài luống cúc, hoặc lẩn trốn vào cửa thiền, hoặc tìm quên trong thú vui cần câu, chén rượu. Nhàn, bởi mình cảm thấy phải làm chủ cuộc sống của mình, cho nên tự mình trở về an nhàn nghỉ ngơi. Nhưng khi nhà Mạc kêu gọi đi đánh bọn phản loạn thì Nguyễn lại hăng hái ra giúp. Nhàn trong trường hợp này là nhàn tự tại. Nhàn tự tại chính là nét khác với nhàn ở nhiều thời đại khác là thứ nhàn chỉ muốn lánh đục, lánh triều đình, “dũng thoái”. Nhàn tự tại không cố chấp mà hồn nhiên hơn.”